# Platon de Tivoli
Pour les articles homonymes, voir Plato.
Platon de Tivoli (en latin Plato Tiburtinus, en italien, Platone da Tivoli), né, comme son nom l'indique, à Tivoli, dans la région du Latium, est un traducteur, astronome, astrologue et mathématicien italien du XIIe siècle. Il est connu pour sa traduction depuis l'arabe de l'astrologie de Ptolémée (le Tetrabiblos), terminée en 1138, et du Livre de l'astrolabe qu'il a dédié au savant et traducteur Jean de Séville.

## Biographie
Platon de Tivoli a vécu entre 1110 et 1145 à Barcelone, où il participa au centre de traduction de Tolède avec le mathématicien Abraham bar Hiyya (auteur d'un Traité de géométrie traduit par Platon).
Comme Gérard de Crémone (un autre traducteur célèbre, mais plus tardif), il a traduit en latin de nombreux ouvrages arabes et hébraïques saisis lors de la Reconquista du califat omeyyade de Cordoue. Il a ainsi contribué à la connaissance par l'Occident médiéval de l'héritage scientifique de l'Antiquité classique, mais aussi de la Perse et de l'Inde, rassemblé et enrichi par l'Islam à Bagdad aux VIIIe et  IXe siècles.